# 호나탄 도스 산토스
호나탄 도스 산토스 라미레스(스페인어: Jonathan Dos Santos Ramirez, 1990년 4월 26일 ~ )는 멕시코의 축구 선수이다. 현재 리가 MX의 아메리카 소속으로 뛰고 있다. 포지션은 미드필더이다.

## 생애
호나탄의 아버지는 브라질의 유명 축구 선수였던 지지뉴이고, 그의 형인 조바니 도스 산토스 또한 축구 선수로, 과거 바르셀로나에서 뛰었으며 현재는 LA 갤럭시 소속으로 뛰고 있다. 그의 아버지는 브라질인이지만 호나탄은 멕시코에서 태어났으며, 후에 스페인으로 옮겨와 스페인 시민권을 획득했다. 따라서 그는 브라질이나 멕시코, 스페인 중 한 국가를 선택해 뛸 수 있었고, 형과 함께 멕시코 국가대표팀을 선택하였다.

## FC 바르셀로나
호나탄은 형 히오바니와 함께 프랑스의 한 축구 대회에서 몬테레이 지역 대표로 뛰다 FC 바르셀로나 스카우트의 눈에 띄어 형과 함께 입단 테스트를 받았고, 2002년부터 바르셀로나의 유스 양성 기관인 라 마시아(La Masia)로 들어가게 된다. 2008-09 시즌에는 바르셀로나의 유스팀인 후베닐 A팀에서 뛰며 주장을 맡았으며, 2009-10 시즌의 프리시즌에는 1군 감독인 주제프 과르디올라의 부름을 받고 미국 투어의 일원이 되어 1군 선수들과 함께 비공식 경기에 참여했다. 정식 시즌에는 루이스 엔리케 감독이 이끄는 바르셀로나 2군인 FC 바르셀로나 아틀레틱에서 주로 뛰게 되어 2009년 9월 5일 RCD 마요르카 B팀과의 경기에서 첫 데뷔전을 뛰었다. 호나탄의 1군 데뷔는 약 2달 뒤인 10월 28일 쿨투랄 레오네사와의 코파 델 레이 경기에서 이뤄졌는데, 후반 35분에 세이두 케이타와 교체되어 들어갔고, 그 경기는 바르셀로나가 2:0으로 승리했다. 한 달 뒤에는 UEFA 챔피언스리그 무대에도 첫 선을 보였는데, 11월 24일에 바르셀로나 홈인 캄프 누에서 열린 FC 인테르나치오날레 밀라노와의 조별 예선 경기에 안드레스 이니에스타를 대신해 92분에 교체 투입되며 2:0 승리를 지키는 데 일조했다. 프리메라리가 데뷔는 2010년으로 넘어가 1월 2일에 열린 비야레알 CF와의 경기에 선발 투입되며 이뤄졌으며, 그 경기에서 60분 경 안드레스 이니에스타와 교체될 때까지 무난한 경기력을 선보였다. 현재까지 2군 팀인 FC 바르셀로나 아틀레틱에서 13경기를 출전했으며, 1군 팀에서는 프리메라리가 1경기, 코파 델 레이 2경기, UEFA 챔피언스리그 1경기에 출전했다.

## 비야레알 CF
그러나 사비 에르난데스, 안드레스 이니에스타 등이 지키고 있는 미드필더에서 제대로 된 출장 기회를 잡지 못 했으며 거기에다가 2014년 6월 이반 라키티치까지 영입되면서 입지가 더 좁아졌고, 결국 같은 해 7월 비야레알 CF로 이적하면서 형과 다시 재회하였다.

## 대표팀 경력
2009년 9월 30일, 호나탄은 멕시코 국가대표팀 감독인 하비에르 아기레의 부름을 받아 콜롬비아와의 친선 경기에 선발 출장했다. 파트리시오 아라우호와 교체되기 전까지 72분간 그라운드를 누볐으며, 그 경기에서 멕시코는 1-2로 패했다.